# 叶仲豪
叶仲豪（1983年2月—），籍貫广东省梅州市梅县，叶剑英的曾孙。

## 生平
获中山大学管理学院EMBA学位，2006年2月参加工作。2008年8月参加中国共产党。
叶仲豪曾任广东省体育对外交流中心综合部部长。 2009年7月，叶仲豪挂职担任县级市罗定市的市长助理，协助中共罗定市委书记、罗定市市长负责该市的经济建设及社会保障发展工作，具体负责人事、劳动及社会保障、社保基金的管理、城乡规划、教育、体育工作。
2011年6月，叶仲豪出任云浮市发改局副局长，并且兼任云浮市人民政府投资建设项目代建服务中心主任。2012年8月，叶仲豪升任正处级的共青团云浮市委书记。2013年4月，共青团广东省第十三次代表大会召开，叶仲豪当选为共青团广东省第十三届委员会委员、团中央十七大代表。2014年8月12日，财经网报道叶仲豪已任云浮市高新区主任。2020年6月，任广东恒健投资控股有限公司党委委员、副总经理。
2016年2月16日，香港《信報》報道葉仲豪不再擔任共青團雲浮市委書記。有多方媒体引用报道，有传其在美国出生，但均无相关细节报道及追踪报道。由于涉及到网络审查，对于中共高层领导人及其子女的信息公开，通常会予以一些限制，在网络及民间很难了解到真实情况。

## 家庭
曾祖父：叶剑英
祖　父：叶选平
父　亲：叶新福